# Brøndby IF
Cet article concerne le club de football masculin. Pour le club de football féminin, voir Brøndby IF (féminines).
Pour les articles homonymes, voir BIF.
Maillots
Dernière mise à jour : 11 janvier 2025.
Le Brøndbyernes Idrætsforening, également connu sous les noms Brøndby IF, Brøndby ou encore BIF sous sa forme la plus abrégée, est un club danois de football basé à Brøndbyvester, un quartier de la commune de Brøndby elle-même située dans la périphérie ouest de Copenhague. Le club, fondé en 1964 à l'issue une fusion entre deux clubs locaux, a remporté onze titres de champion du Danemark et sept Coupes du Danemark depuis son accession dans l'élite danoise en 1981.
Depuis la fondation du FC Copenhague en 1992 (créé à partir de la fusion du KB Copenhague et du B 1903 Copenhague), les deux clubs entretiennent une rivalité féroce, et le derby entre les deux équipes, qu'on appelle le «New Firm», génère les plus fortes affluences du football danois.

## Historique

### Dates clés
- 1964 : fondation du club par fusion de Brøndbyvester IF et de Brøndbyøster IF
- 1982 : 1re participation au championnat de 1re division
- 1986 : 1re participation à une Coupe d'Europe (C1, saison 1986/1987)
- 1991 : 1/2 finaliste de la Coupe UEFA, éliminé par l'AS Roma (0-0, 1-2)
- 1997 : 1/4 de finaliste de la Coupe UEFA, éliminé par le Club Deportivo Tenerife (1-0, 0-2 a.p.)
- 1998 : Première participation aux phases de groupe de la Ligue des champions
- 2005 : le club remporte pour la 10e fois le championnat du Danemark, un record

### Débuts professionnels

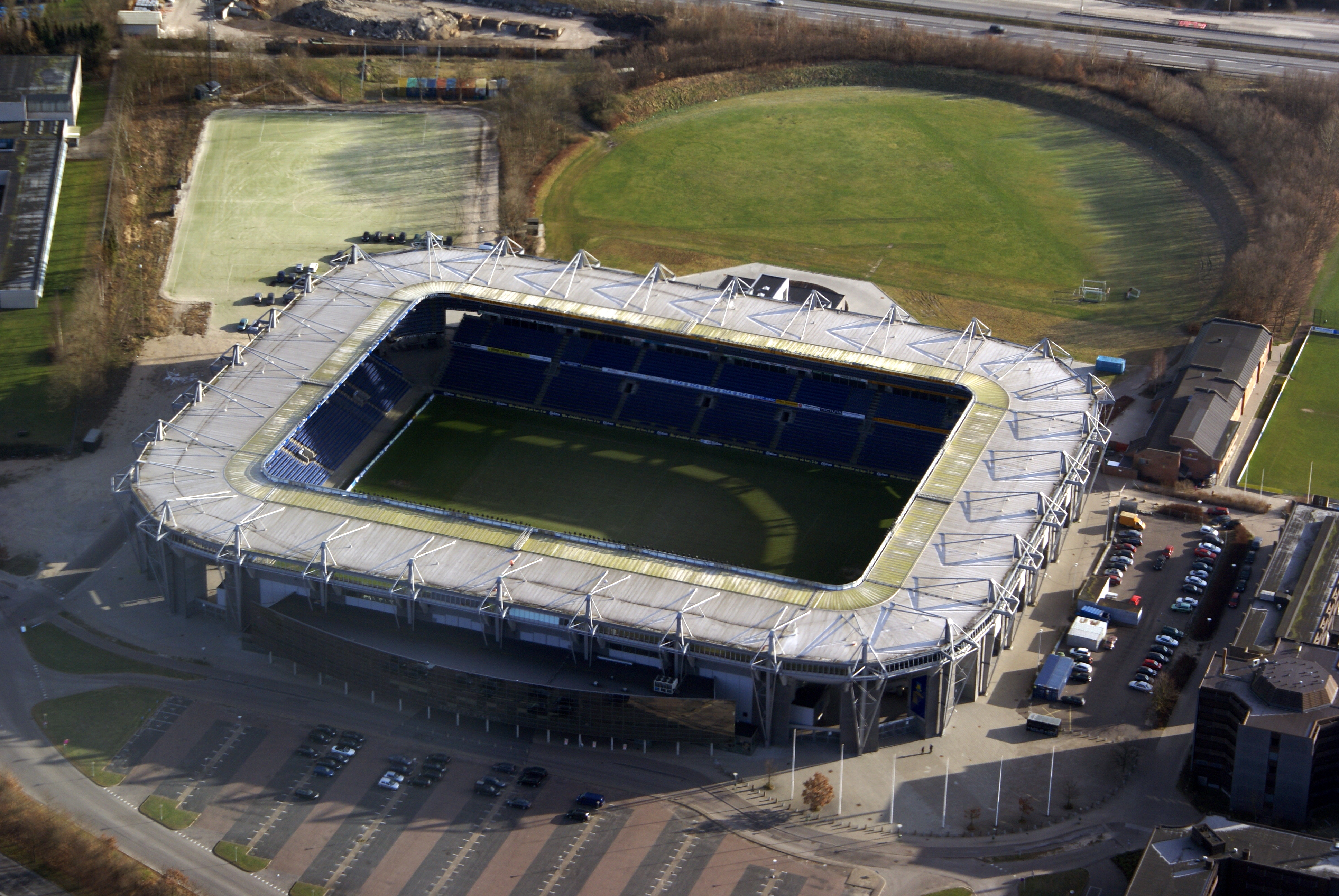
Brøndby Stadion, le stade du Brøndby IF.

C'est en 1982 que le club accède au plus haut niveau danois, qu'il ne quittera plus. Il est à ce jour le doyen de l'élite.
Le club, lors de la montée en première division, permet l'éclosion d'un nombre incalculable de bons joueurs, tel Peter Schmeichel, ou les frères Laudrup.
Entre 1995 et 2006, Brøndby IF a toujours terminé premier ou deuxième de la SAS Ligaen. Entre 2001 et 2006, c'est chaque année la lutte avec son grand rival : le FC Copenhague pour l'attribution du titre de champion. La plus grande victoire entre les deux clubs est revenu à Brøndby IF en mai 2005 au Brøndby Stadion 5-0. Le club redescend petit à petit dans l'oubli depuis cette saison 2005-2006.
Cependant, malgré son riche palmarès national (10 titres et 5 coupes), Brøndby IF n'a que rarement fait des éclats en Coupe d'Europe.
Lors de la saison 1990-1991, le club atteint les demi-finales de la Coupe UEFA, en éliminant notamment l'Eintracht Francfort et le TSV Bayer 04 Leverkusen et Brøndby IF devient lors de la saison 1998-1999 le premier club danois à accéder aux poules de la Ligue des champions où il se retrouve avec le Bayern Munich, Manchester United et le FC Barcelone. Il finit dernier du groupe avec une seule victoire : 2-1 contre le Bayern Munich, mais subit de grosses défaites qui montrent le fossé existant avec les meilleurs clubs européens.

### Années critiques (2006-)
Lors de la saison 2006-2007, à la trêve, le club connaît le pire départ en championnat de son histoire. Beaucoup de blessés et la vente de joueurs clés conduisent Brøndby et son nouvel entraîneur René Meulensteen à la septième place en SAS Ligaen.

## Palmarès et records

### Palmarès
| Compétitions nationales | Compétitions internationales            |
| - Championnat du Danemark (11) : - Champion : 1985, 1987, 1988, 1990, 1991, 1996, 1997, 1998, 2002, 2005, 2021 - Vice-champion : 1986, 1989, 1995, 1999, 2000, 2001, 2003, 2004, 2006, 2017, 2018, 2024 - Championnat du Danemark de deuxième division (1) : - Champion : 1981 - Coupe du Danemark (7) : - Vainqueur : 1989, 1994, 1998, 2003, 2005, 2008, 2018 - Finaliste : 1988, 1996, 2017, 2019 - Supercoupe du Danemark (4) : - Vainqueur : 1994, 1995, 1997, 2002 - Finaliste : 1988, 1996 - Coupe de la Ligue danoise (2) : - Vainqueur : 2005 et 2006 | - Royal League (1) : - Vainqueur : 2007 |

### Bilan européen
| Compétition              | P  | M   | V  | N  | D  | BP  | BC  | Diff. |
| ------------------------ | -- | --- | -- | -- | -- | --- | --- | ----- |
| Ligue des champions (C1) | 12 | 44  | 15 | 8  | 21 | 56  | 67  | -11   |
| Coupe des coupes (C2)    | 1  | 4   | 2  | 1  | 1  | 7   | 4   | +3    |
| Ligue Europa (C3)        | 25 | 132 | 57 | 28 | 47 | 204 | 160 | +44   |
| Ligue Conférence (C4)    | 2  | 8   | 3  | 3  | 2  | 18  | 9   | +9    |
| Total                    | 40 | 188 | 77 | 40 | 71 | 285 | 240 | +45   |

## Personnalités du club

### Entraîneurs
Le tableau suivant présente la liste des entraîneurs du club depuis 1964.
| Rang | Nom              | Période                |
| ---- | ---------------- | ---------------------- |
| 1    | Egon Knudsen     | 1964-1967              |
| 2    | Leif Andersen    | 1967-1969              |
| 3    | Ib Jensen        | 1969-1970              |
| 4    | John Sinding     | 1970-1972              |
| 5    | Finn Laudrup     | 1973                   |
| 6    | Mogens Johansen  | 1973                   |
| 7    | Kaj Møller       | 1974                   |
| 8    | John Sinding     | 1975                   |
| 9    | Jørgen Hvidemose | 1975-1980              |
| 10   | Tom Køhlert      | janvier 1981-juin 1985 |

| Rang | Nom                   | Période                    |
| ---- | --------------------- | -------------------------- |
| 11   | Ebbe Skovdahl         | janvier 1986-juin 1987     |
| 12   | Birger Peitersen      | 1987-1988                  |
| 13   | Ebbe Skovdahl         | juillet 1988-décembre 1989 |
| 14   | Morten Olsen          | janvier 1990-mai 1992      |
| 15   | Ebbe Skovdahl         | janvier 1992-juin 1999     |
| 16   | Tom Køhlert (intérim) | janvier 1999-juin 1999     |
| 17   | Åge Hareide           | janvier 2000-décembre 2001 |
| 18   | Tom Køhlert (intérim) | janvier 2002-juin 2002     |
| 19   | Michael Laudrup       | juillet 2002-juin 2006     |
| 20   | René Meulensteen      | juillet 2006-janvier 2007  |

| Rang | Nom                  | Période                    |
| ---- | -------------------- | -------------------------- |
| 21   | Tom Køhlert          | janvier 2007-décembre 2008 |
| 22   | Kent Nielsen         | janvier 2009-mars 2010     |
| 23   | Henrik Jensen        | mars 2010-octobre 2011     |
| 24   | Aurelijus Skarbalius | octobre 2011-juin 2013     |
| 25   | Thomas Frank         | juin 2013-mars 2016        |
| 26   | Aurelijus Skarbalius | mars 2016-juin 2016        |
| 27   | Alexander Zorniger   | juillet 2016-février 2019  |
| 28   | Martin Retov         | février 2019-              |

### Anciens joueurs
- Daniel Agger
- Stephan Andersen
- Jan Bartram
- Ole Bjur
- Bent Christensen
- Kim Christofte
- Søren Colding
- Kim Daugaard
- Riza Durmisi
- Morten Frendrup
- Per Frimann
- Bo Hansen
- John Helt
- Mads Hermansen
- Jes Høgh
- Brian Jensen
- John Jensen
- Mike Jensen
- Jesper Kristensen
- Mogens Krogh
- Michael Krohn-Dehli
- Brian Laudrup
- Michael Laudrup
- Jesper Lindstrøm
- Peter Madsen
- Simon Makienok
- Peter Møller
- Allan Nielsen
- Claus Nielsen
- Kent Nielsen
- Per Nielsen
- Christian Nørgaard
- Lars Olsen
- Frank Pingel
- Morten Rasmussen
- Thomas Rasmussen
- Allan Ravn
- Martin Retov
- Marc Rieper
- Jens Risager
- Dennis Rommedahl
- Frederik Rønnow
- Ebbe Sand
- Peter Schmeichel
- Morten Skoubo
- Mark Strudal
- Kim Vilfort
- Daniel Wass
- Morten Wieghorst
- Lebogang Phiri
- Hany Mukhtar
- Oumar Barro
- Lukáš Hrádecký
- Teemu Pukki
- Ousman Jallow
- Stefán Gíslason
- Yuito Suzuki
- Karim Zaza
- Friday Elahor
- Uche Okechukwu
- Dan Eggen
- Johan Elmander
- Martin Ericsson
- Alexander Farnerud
- Samuel Holmén
- Andreas Jakobsson
- Mattias Jonson
- Mikael Nilsson
- Magnus Svensson
- Max von Schlebrügge
- Clarence Goodson
- Chris Katongo